# Magnus Vasa

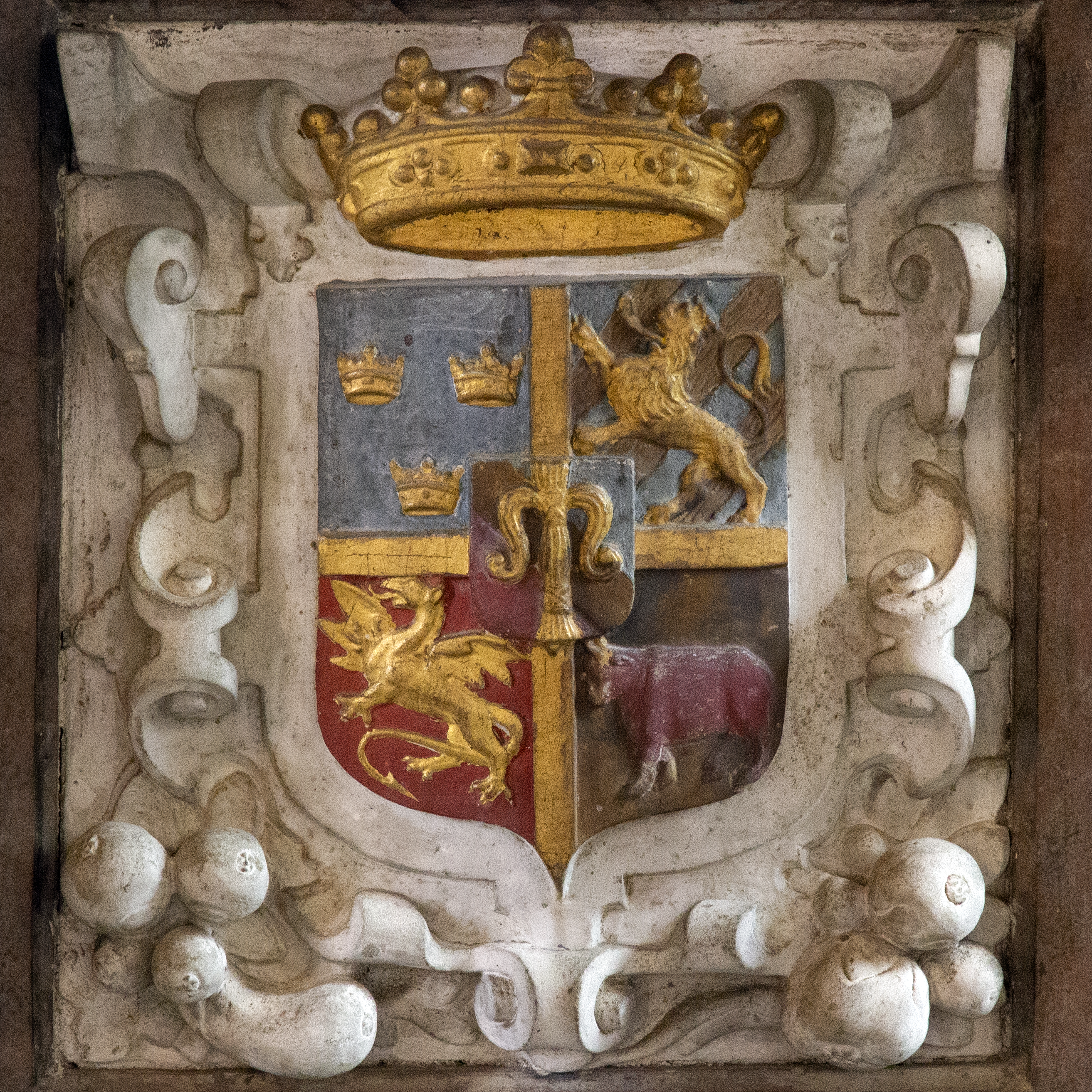
Escudo de armas de Magnus Vasa, en su tumba del Convento de Vadstena.

Magnus Gustavsson, más conocido como Magnus Vasa (Estocolmo, 25 de julio de 1542-Vreta, 20 de junio de 1595), fue príncipe de Suecia, duque de Västanstång (Östergötland meridional), y conde de Dal (Dalsland). Fue el segundo hijo del rey Gustavo I de Suecia y de su segunda esposa, Margarita Leijonhufvud.

## Biografía
El príncipe Magnus recibió de su padre una esmerada educación, y poseía una especial afición por la música. Por medio del testamento de Gustavo Vasa, recibió amplios territorios bajo su dominio, que pudo controlar al alcanzar la mayoría de edad.
Alrededor de 1563, cayó preso de una enfermedad mental, que lo acompañó hasta su muerte. Se dice que era víctima de ataques ocasionales de violencia y era necesario sujetarlo y amarrarlo. Aunque no puede comprobarse, algunas fuentes señalan que un día creyó ver una sirena en el foso del castillo de Vadstena y se arrojó desde una ventana, rompiéndose los brazos.
Falleció en Vreta. Fue llevado en cortejo hasta Vadstena. Sus restos fueron sepultados en la iglesia del convento brigidino de esa localidad.
A pesar de su enfermedad, el príncipe tuvo al menos dos amantes. Con Valborg Eriksdotter tuvo una hija:
- Lucrecia Magnusdotter Gyllenhielm (fallecida en 1624).

Con Anna von Haublitz tuvo otra hija:
- Helena Gyllenhielm (1572-1630).

Otra hija, de madre desconocida, fue Virginia.